# Zdravljica
Zdravljica (em português:  "Eu levanto meu copo" ou "Um brinde”) é o hino nacional da Eslovênia, retirado de um poema de mesmo nome escrito por France Prešeren em 1844 e modificado em 1846. A melodia foi composta em 1905 pelo compositor esloveno Stanko Premrl. Prešeren contribuiu para influenciar consideravelmente a língua eslovena, fornecendo-lhe uma base literária. Além disso, é apresentado como um dos melhores intérpretes do romantismo esloveno. O poema tem a particularidade de ter oito estrofes em forma de taça de vinho. A obra foi reconhecida com a Marca do Patrimônio Europeu pela Comissão Europeia em março de 2020.
A mensagem do poema ultrapassa o nacionalismo, sobretudo na sétima estrofe, que é a única a ser cantada no hino nacional, quando culmina no elogio dos valores da paz, tolerância e cooperação entre as nações. Zdravljica é um hino mais otimista do que outros hinos europeus. Com efeito, o hino, inspirado nas ideias de liberdade, igualdade e fraternidade da Revolução Francesa, é, como o próprio nome sugere, um brinde que evoca a aspiração à liberdade, tanto do ponto de vista individual como nacional e internacional.

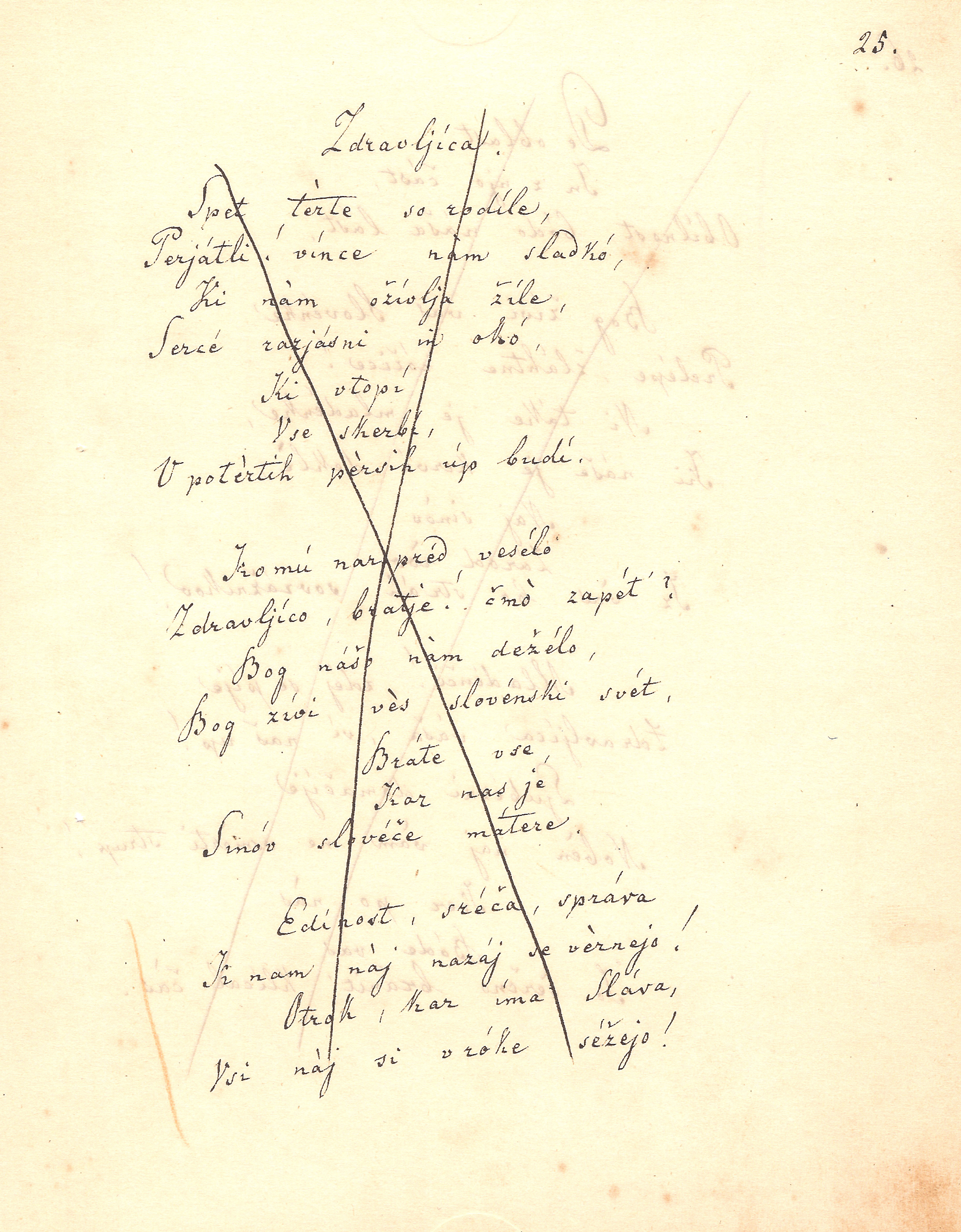
Manuscrito censurado de Zdravljica em 1846, omitido da coleção de poemas de France Prešeren

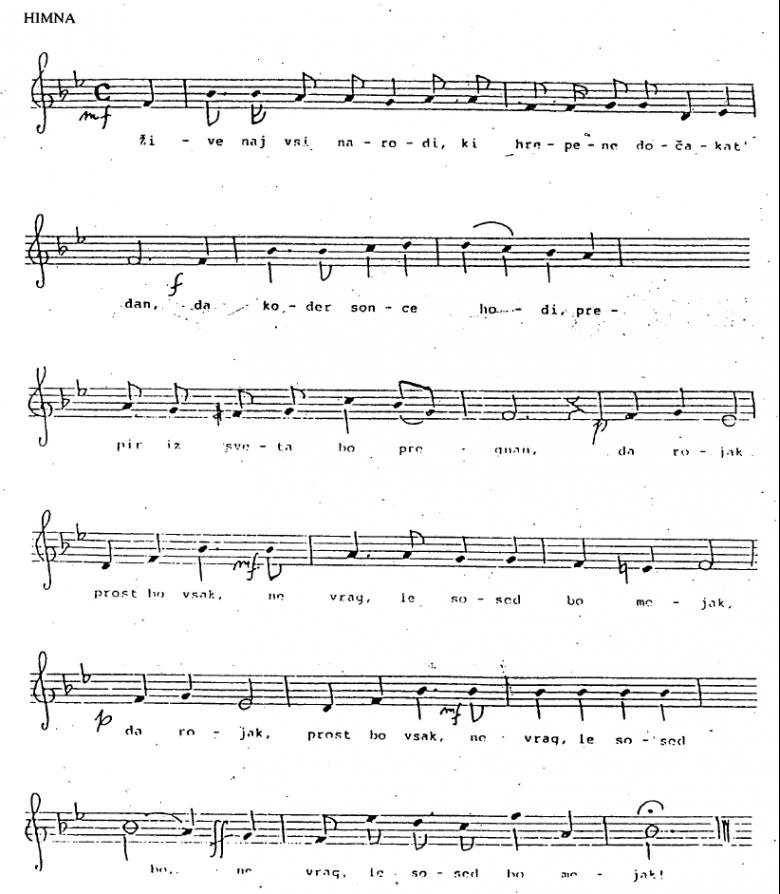
Partitura do hino esloveno na lei sobre os símbolos nacionais de 1994

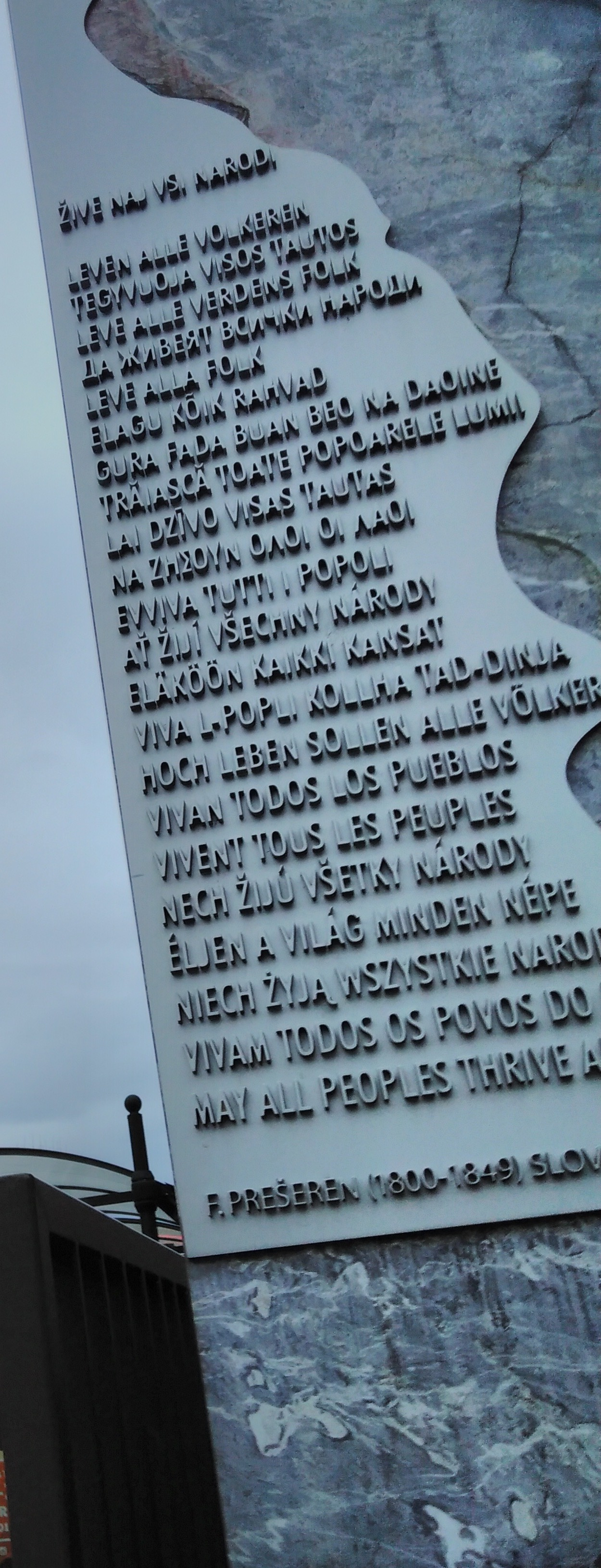
Escultura com "Žive naj vsi narodi" (Vivam todos os povos do mundo), primeiro verso do hino esloveno, escrito em vários idiomas próximo à rotatória Schuman, Bruxelas.

## História
Escrito em 1844, Zdravljica foi inicialmente censurado pelas autoridades austríacas por conter mensagens pan-eslavas, e sua publicação ocorreu após o início das revoluções de 1848. O poema foi musicado pela primeira vez na década de 1860 por Benjamin Ipavec e Davorin Jenko, mas suas versões não agradaram o público. Em 1905, Stanko Premrl escreveu uma composição para canto coral com a letra de Prešeren, que foi executada pela primeira vez em 1917 e tornou-se um sucesso imediato.
O poema foi oficialmente adotado como hino regional da República Socialista da Eslovênia em setembro de 1989, pouco antes da independência do país em meio à dissolução da Iugoslávia, substituindo Naprej zastava slave, canção militarista utilizada desde 1918 e que hoje é o hino das Forças Armadas da Eslovênia. Após a independência, em 1991, a constituição do país confirmou sua posição como hino nacional. Em 1994, a lei sobre os símbolos nacionais definiu que o hino consistiria na melodia e apenas a sétima estrofe do texto. Alguns afirmam que, ao colocar apenas a sétima estrofe como o hino, a lei estaria contradizendo a constituição, que apenas cita o poema por seu nome, e que a Corte Constitucional da Eslovênia deveria decidir se a letra do hino consiste no texto inteiro ou apenas sua sétima estrofe.